# 長野県道489号伊那北殿線
長野県道489号伊那北殿線（ながのけんどう489ごう いなきたどのせん）は、長野県伊那市と上伊那郡南箕輪村を結ぶ一般県道。国道153号の抜け道として利用しているドライバーも多い。

## 概要
全線、天竜川沿いを走る。

### 路線データ
- 起点：伊那市御園（国道153号交点）
- 終点：上伊那郡南箕輪村字北殿（国道153号交点）

## 通過する自治体
- 伊那市
- 上伊那郡南箕輪村

## 交差・接続する道路
- 国道153号 - 伊那市御園（起点）・上伊那郡南箕輪村字北殿（終点）

## 周辺
- 天竜川
- JR東海 田畑駅 北殿駅